# Zamek w Grzymałowie
Zamek w Grzymałowie – pod koniec XVI w. Grzymałów był własnością Ludzickich herbu Grzymała, którzy wznieśli tu zamek.

## Historia
Warownia  uległa zniszczeniu w trakcie wojen z Kozakami a także napadów tatarskich i tureckich w latach 1651, 1675. Po szkodach wojennych w pierwszej połowie XVIII w. odrestaurował i wzmocnił obronność zamku Adam Mikołaj Sieniawski herbu Leliwa, do którego Grzymałów należał co najmniej od 1715 r. W 1726 r. po śmierci Adama Mikołaja Sieniawskiego we Lwowie, ostatniego męskiego członka rodu, jego córka Maria Zofia Czartoryska 17 lipca 1731 r. w Warszawie wyszła za mąż za Augusta Czartoryskiego, wojewodę ruskiego i wniosła w posagu ogromny majątek. Kolejną posiadaczką warowni była córka Marii Zofii Czartoryskiej: Izabela Lubomirska (Elżbieta Czartoryska), małżonka marszałka wielkiego koronnego (hetmana) Stanisława Lubomirskiego. W 1805 r. zamek uległ pożarowi, podczas którego ognień strawił górne kondygnacje. Warownię w dość krótkim czasie odbudowano likwidując kaplicę.  W jej miejscu powstały stajnie na parterze i kuchnie na piętrze. W 1816 r. po śmierci Izabeli Lubomirskiej (Elżbiety Czartoryskiej) majątek otrzymała Konstancja z Lubomirskich Rzewuska. W 1825 r. majątek ze względu na długi został zlicytowany. Kolejnym posiadaczem dóbr został bankier Leopold Elkan de Elkansberg.

## Wyposażenie
Zamek słynął z bogactwa wyposażenia: stylowych mebli, obrazów i portretów właścicieli namalowanych przez Juliusza Kossaka, Wojciecha Kossaka, Tadeusza Ajdukiewicza, Alojzego Rejchana. Biblioteka liczyła ponad 5.000 woluminów, oraz archiwum było z XVI-XVIII w. Wszystko to przepadło w czasie I i II wojny światowej: w czasie I wojny światowej obiekt zniszczono i okradziono. Rodzina Wolańskich dała radę go odbudować do 1927 r.; wybuch II wojny światowej to kolejne ograbienie zabytkowych zbiorów.

## Pałac
W dniu 15 marca 1831 r. od Leopolda Elkansberga majątek odkupił Antym Nikorowicz, z pochodzenia Ormianin, który ok. 1840 r. postanowił przebudować warownię na nowoczesny pałac wraz z parkiem angielskim[1]. Ocalało skrzydło południowe z 2. sześciokątnymi basztami na końcach[2], dobudowano duży portyk z wielką galerią oraz cylindryczną wysoką wieżę zegarową[1]. Po śmierci Antyma w 1852 r. majątek odziedziczył jego najstarszy syn Karol (1830-1859) który zamienił go na majątek Rokietnica koło Jarosławia należący do jego szwagra Leonarda Pinińskiego (1824–1886). Po śmierci Pinińskiego jego dwaj najstarsi synowie, Stanisław Antym (1854-1911) oraz profesor Leon Jan (1857–1938, namiestnik Galicji w latach 1898-1903), zostali właścicielami. Po pierwszej wojnie światowej doszło do podziału majątkowego na skutek którego połowa majątku została w rękach Leona Jana (po nim dziedziczył jego bratanek Mieczysław hr. Piniński (1898–1945)), a druga połowa obejmująca Grzymałów wraz zamkiem przypadła córce Stanisława: Julii Pinińskiej (1885–1975), która wyszła za Władysława hr. Wolańskiego (1886–1940). Zdewastowany w czasie I wojny światowej zamek został odbudowany przez Władysława Wolańskiego aresztowanego przez okupantów sowieckich w 1939 r., zmarłego tragicznie w więzieniu kijowskim. W czasie okupacji pałac został przez nacjonalistów i miejscową ludność ukraińską doszczętnie zdewastowany i rozgrabiony, rozkradziono wszelkie dobra: bogato zdobione meble, cenne obrazy, porcelanę i inne rzeczy przedstawiające jakąkolwiek wartość. Po II wojnie światowej, na rozkaz ukraińskich komunistów, rozebrano zamek do fundamentów[3] a pozyskany materiał budowlany posłużył do wyznaczenia drogi do Trembowli. Do czasów współczesnych ocalała kordegarda pałacowa. Przetrwał natomiast niegdyś piękny park angielski z okazami starodrzewia wraz z pozostałościami Alei Lipowej założonej w pierwszej połowie XVIII w. przez hetmana Adama Sieniawskiego, zamieniony na ogród publiczny[1].

## Architektura
W XVI w. był to obronny czteroskrzydłowy zamek, wybudowany na rzucie kwadratu z 4. sześciobocznymi basztami w narożach, otoczony fosą i wałami ziemnymi. Wjazd do warowni był od wschodu przez most zwodzony. Zbrojownia znajdowała się w baszcie południowo-wschodniej a zamkowa kaplica w baszcie południowo-zachodniej.